# Isachne rigens
Isachne rigens là một loài thực vật có hoa trong họ Hòa thảo. Loài này được (Sw.) Trin. mô tả khoa học đầu tiên năm 1826.